# Dalton Red Wolves Soccer Club
Dalton Red Wolves SC é um clube de futebol americano em Dalton, Geórgia, competindo na USL League Two. O clube é uma equipe reserva do Chattanooga Red Wolves, da USL League One.

## História
O clube foi fundado em 2018 pelos Chattanooga Red Wolves Soccer Club para servir como um de seus clubes afiliados. Os Park City Red Wolves Soccer Club foram formados ao mesmo tempo, como outro afiliado. Ambos os afiliados operariam como times sub-23 e jogariam na quarta divisão da USL League Two. Dalton planeja usar principalmente talentos locais para fazer sua lista.  Eles terminaram em terceiro lugar na divisão Deep South em sua temporada inaugural, perdendo a oportunidade de se classificar para o US Open de 2020 .  O clube se mudará para um novo estádio nas proximidades de East Ridge, Tennessee, quando a construção do seu próprio estádio terminar. 